# Irwin Schiff
Irwin Allen Schiff (* 23. Februar 1928 in New Haven, Connecticut; † 16. Oktober 2015 in Fort Worth, Texas) war ein US-amerikanischer Ökonom, Autor des Libertarismus und Aktivist der Steuerverweigerung. Zur Präsidentschaftswahl in den Vereinigten Staaten 1996 bewarb sich Schiff vergeblich darum, Präsidentschaftskandidat der Libertarian Party zu werden. Der Fondsmanager und Wirtschaftskommentator Peter Schiff ist sein Sohn.

## Leben und Wirken
Schiff war eines von acht Kindern des jüdischen Ehepaars Jacob Schiff (1884–1974) und Anna, geborene Wenig (1888–1976). Sein Vater war 1908 aus einem österreichisch-ungarischen, heute polnischen Ort in die Vereinigten Staaten eingewandert und arbeitete als Zimmermann. 1950 schloss Schiff ein Studium an der University of Connecticut als Bachelor in den Fächern Rechnungswesen und Wirtschaft ab. Bereits dort hatte er sich durch Lektüre von Beiträgen von Henry Hazlitt und Friedrich August von Hayek mit Ansichten der Österreichischen Schule vertraut gemacht. Während des Koreakrieges leistete er Militärdienst bei der US-Army in Europa. Nach Studium und Militär arbeitete er im Bereich des Handels mit Versicherungen und baute ein eigenes Unternehmen auf. 1960 unterstützte er den republikanischen Kandidaten Barry Goldwater bei dessen Präsidentschaftskandidatur in Connecticut. Seine Ehe, aus der unter anderem der Wirtschaftskommentator Peter Schiff hervorging, wurde geschieden. 1968 wurde er Opfer eines Betrügers, der ihm eine Investition in eine Goldmine empfohlen hatte, welche sich als Ponzi-Schema herausstellte. Viele Jahre lebte und arbeitete er in Hamden (Connecticut), in den Jahren 1992 bis 2005 in Las Vegas, wo er zuletzt einen Buchladen betrieb.
1968 sprach er sich vor dem US-Senatsausschuss für Banken- und Währungsangelegenheiten gegen die Aufgabe des Goldstandards beim US-Dollar aus. In den Jahren 1974 und 1975 unterließ er es, eine Steuererklärung auszufüllen. Stattdessen sandte er nicht ausgefüllte Steuerformulare an den Internal Revenue Service, in denen er unter Hinweis auf Bestimmungen der Verfassung der Vereinigten Staaten ausführte, dass er kein Leibeigener der US-Bundesregierung sei. Insbesondere führte er aus, dass der US-Dollar nicht goldgedeckt sei und dass die auf den Banknoten ausgewiesenen Beträge daher wertlos seien. Folglich könnten die Banknoten auch kein Einkommen im Sinne der US-Einkommenssteuer darstellen.
1976 schrieb er das Buch The Biggest Con: How the Government is Fleecing You (auf Deutsch: Der größte Betrug: Wie die Regierung dich schröpft). Es folgten weitere Veröffentlichungen zu den Themenkreisen Steuerrecht, Steuerprotest und Wirtschaft. Seine Bücher und Ansichten bewarb er in über fünfhundert Auftritten in Radio und Fernsehen. Unter anderem vertrat er die Auffassung, dass nach Verfassung und Rechtsprechung zwar Unternehmensgewinne Einkommen seien, nicht jedoch die Gehälter. Auch war er der Meinung, dass die Einkommenssteuer aufgrund verfassungsrechtlicher Bestimmungen eine freiwillige Zahlung sei, zu der Privatpersonen also nicht verpflichtet seien.
1977 begann Schiff, kostenpflichtige Seminare zur Einkommenssteuer abzuhalten. Nachdem Schiff seine Ansichten zur Einkommenssteuer 1978 auch in einer bekannten NBC-Fernsehsendung vorgestellt hatte, wurde er angeklagt, die Abgabe seiner Steuererklärungen für die Jahre 1974 und 1975 vorsätzlich versäumt zu haben. Ein Gericht verurteilte ihn schließlich wegen Verstoßes gegen den Internal Revenue Code. Daraufhin verbrachte er eine fünfmonatige Gefängnishaft und zahlte eine Strafe von 5000 Dollar.
1985 wurde Schiff erneut wegen Steuerdelikten verurteilt, diesmal zu drei Jahren Haft, drei Jahren Bewährung, einer Geldstrafe von 30.000 Dollar und zur Zahlung der Gerichtskosten von 27.600 Dollar. Aus der Haft wurde Schiff im Juni 1993 entlassen. Während der Haft schrieb er das Buch  Federal Mafia: How It Illegally Imposes and Unlawfully Collects Income Taxes (auf Deutsch: Bundesmafia: Wie sie Einkommenssteuern illegal erhebt und gesetzwidrig einsammelt). Im August 2004 befand ein US-Bundesgericht das Buch als betrügerisch („fraudulent“) und untersagte den Verkauf. Daraufhin entschieden sich Schiff und seine Mitarbeiter, das Buch auf einer Webseite unentgeltlich anzubieten.
Bis zum Jahr 2003 fand der Internal Revenue Service über 5000 rechtsfehlerhafte Steuererklärungen von über 3000 Steuerpflichtigen, die Kunden von Schiffs Firma gewesen waren. Die fehlerhaften Steuererklärungen bezogen sich auf einen Zeitraum von drei Jahren und auf unterlassene Steuerzahlungen über eine Gesamtsumme von angeblich insgesamt 56 Millionen Dollar.
Im Juni 2004 urteilte ein US-Bundesgericht, dass Schiff für Steuern, Strafen und Zinsen, die in der Zeit von 1979 bis 1985 angefallen seien, zur Zahlung von über 2 Millionen Dollar verpflichtet sei. Zu seiner Verteidigung hatte Schiffs Anwalt vorgebracht, dass sein Mandant wegen Wahnvorstellungen schuldunfähig sei. Schiff bezeichnete das anwaltliche Vorgehen später als einen Versuch, statt eines bloßen Richterurteils die Einsetzung eines Geschworenengerichts zu erreichen.
Im Oktober 2005 stand Schiff erneut vor einem US-Gericht. Das Gericht in Las Vegas stellte fest, dass er in den Jahren 1997 bis 2002 falsche Steuererklärungen abgegeben, dass er andere Steuerzahler bei der Erstellung falscher Steuererklärungen unterstützt, dass er sich zum Steuerbetrug verschworen und dass er in den Jahren 1979 bis 1985 Steuern hinterzogen habe. Am 24. Februar 2006 wurde er als damals 78-Jähriger zu einer Haftstrafe von 12 Jahren und 7 Monaten sowie zu einer Zahlung von über 4,2 Millionen Dollar an den Internal Revenue Service verurteilt. Wegen Missachtung des Gerichts erhielt er zusätzlich 12 Monate Haft auferlegt; diese Strafe wurde später um einen Monat verringert. Nach Jahren der Haft wurde bei Schiff Lungenkrebs diagnostiziert. Vergeblich bemühte sich Schiffs Sohn Peter deswegen um Haftentlassung. An seiner Erkrankung verstarb Schiff im Alter von 87 Jahren in einem Gefängniskrankenhaus.
Im Jahr 2006 war Schiff in Aaron Russos Film America: Freedom to Fascism zu sehen. Beiträge im Internet stilisierten ihn als politischen Gefangenen sowie als Märtyrer der Steuerverweigerungsbewegung. Rechtswissenschaftliche Arbeiten bestätigten seine Theorien nicht.

## Veröffentlichungen (Auswahl)
- Federal Mafia: How It Illegally Imposes and Unlawfully Collects Income Taxes. 1992, ISBN 0-930374-09-6.
- The Great Income Tax Hoax: Why You Can Immediately Stop Paying This Illegally Enforced Tax. 1985, ISBN 0-930374-05-3.
- How an Economy Grows and Why It Doesn’t. 1985, ISBN 0-930374-06-1 (in deutscher Fassung: Wie eine Wirtschaft wächst und wann nicht, Genf 2015).
- The Social Security Swindle: How Anyone Can Drop Out. 1984, ISBN 0-930374-04-5.
- How Anyone Can Stop Paying Income Taxes. 1982, ISBN 0-930374-03-7.
- The Kingdom of Moltz. 1980, ISBN 0-930374-02-9 (in deutscher Fassung: Königreich Moltz, Genf 2015).
- The Tax Rebel’s Guide to the Constitution of the United States and the Declaration of Independence. 1978, ISBN 0-930374-02-9.
- The Biggest Con: How the Government Is Fleecing You. 1977, ISBN 0-930374-01-0.